# Henri Nouwen
Michael Jozef Henri Nouwen (Nijkerk, 24. siječnja 1932. – Hilversum, 21. rujna 1996.) je nizozemski katolički svećenik, autor više od 40 knjiga o duhovnosti.
Njegove knjige vrlo cijene i protestanti i katolici. Neki od najpoznatijih naslova su: Povratak izgubljenog sina, U Isusovo ime, Unutarnji glas ljubavi, O Kristovoj poniznosti i dr.
Nakon gotovo dva desetljeća rada kao profesor u akademskim ustanovama kao što su: Yale, Harvard, Sveučilište Notre Dame i dr., napustio je svoj posao sveučilišnoga profesora kako bi podijelio svoj život s osobama s mentalnim invaliditetom u zajednici L'Arche (hrv. Arka) u Torontu u Kanadi. 
Naoko beznačajni susret s reprodukcijom na kojoj je prikazan detalj Rembrandtove slike Povratak izgubljenog sina, pokrenuo je kod Nouwena dugo duhovno istraživanje koje ga je dovelo do pravog shvaćanja njegova zvanja i dalo mu novu snagu da u njemu ustraje. O tome je napisao knjigu Povratak izgubljenog sina.
Godine 1986., Nouwen je prihvatio položaj kapelana u zajednici pod L'Arche u Kanadi. Napisao je knjigu o Adamu, jednom od najreprezentativnijih članova zajednice s dubokim poteškoćama, u knjizi pod nazivom: Adam ljubljeni od Boga. 
Otac Nouwen bio je veliki prijatelj pokojnog kardinala Josepha Bernardina.
Umro je u rujnu 1996. od srčanog udara.